# Municipio de Ajuchitlán del Progreso
El municipio de Ajuchitlán del Progreso es uno de los 85 municipios que conforman el estado de Guerrero, al sursudoeste de México. Forma parte de la región de Tierra Caliente y su cabecera es la población de Ajuchitlán del Progreso.

## Geografía

### Localización y extensión
El municipio de Ajuchitlán del Progreso se sitúa al noroeste del estado de Guerrero, en la región geo-económica de Tierra Caliente y entre las coordenadas geográficas 17°33′ y 17°7′ de latitud norte y los 100°20′ y 100°52′ de longitud oeste respecto al meridiano de Greenwich. Ocupa una superficie territorial de 1,983.6 km² que representa un 3.11% respecto a la superficie territorial total de la entidad. Sus colindancias son al norte con los municipios de Tlapehuala y Pungarabato; al sur con Técpan de Galeana, al este con San Miguel Totolapan y al oeste con Coyuca de Catalán.

## Demografía

### Población
Según los datos que arrojó el II Censo de Población y Vivienda realizado por el Instituto Nacional de Estadística y Geografía (INEGI) con fecha censal del 12 de junio de 2010, el municipio de Ajuchitlán del Progreso contaba hasta ese año con un total de 38 203 habitantes, de dicha cantidad, 18 342 eran hombres y 19 861 eran mujeres.

### Localidades
En el censo de 2020 el municipio de Ajuchitlán del Progreso contaba con 109 localidades.
| Código INEGI      | Localidad               | Población (2020) |
| ----------------- | ----------------------- | ---------------- |
| 120030001         | Ajuchitlán del Progreso | 6 537            |
| 120030017         | Changata                | 3 226            |
| 120030016         | Corral Falso            | 3 182            |
| 120030058         | Villa Nicolás Bravo     | 2 344            |
| 120030042         | San Jerónimo el Grande  | 1 455            |
| 120030040         | San Cristóbal           | 1 190            |
| 120030002         | El Aguaje               | 1 114            |
| 120030045         | San Lorenzo             | 1 029            |
| Otras localidades | Otras localidades       | 17 578           |
| Total municipal   | Total municipal         | 37 655           |

## Política y gobierno

### Administración municipal
El gobierno del municipio está conformado por un ayuntamiento, integrado por un presidente municipal, un síndico procurador, cuatro regidores de mayoría relativa y dos regidores de representación proporcional. Todos son electos mediante una planilla única para un periodo de tres años no renovables para el periodo inmediato, pero si de manera no continúa. Actualmente el municipio es gobernado por el Partido de la Revolución Democrática (PRD) luego de haber triunfado en las elecciones estatales de 2012.

### Representación legislativa
Para la elección de los Diputados locales al Congreso de Guerrero y de los Diputados federales a la Cámara de Diputados de México, Ajuchitlán del Progreso se encuentra integrado en los siguientes distritos electorales:
Local:
- Distrito electoral local de 17 de Guerrero con cabecera en Coyuca de Catalán.[10]

Federal:
- Distrito electoral federal 1 de Guerrero con cabecera en Ciudad Altamirano.[11]

### Cronología de presidentes municipales
- (1969-1971): Nazareo Palacios Sánchez
- (1972-1974): José Valdez Jaimes
- (1975-1977): Elías Vega Guevara
- (1978-1980): Néstor Peñaflores Yepes
- (1981-1983): Florencio Alcocer Jiménez
- (1984-1986): Salvador Serafín Duran
- (1987-1989): Esteban Vergara Iturralde
- (1990-1993): Bonifacio Rayo Chamú
- (1993-1996): Manuel Hernández Mendoza
- (1996-1999): José Santana Rayo Chamu
- (1999-2002): Francisca Dinorah Hernández Walle
- (2002-2005): Esteban Vergara Chamu
- (2005-2008): Andrés Palacios Hernández
- (2009-2012): Raymundo Flores Castañeda
- (2012-2015): J. Carmen Higuera Fuentes
- (2015-2018): Onofre Santana Ramírez
- (2018-2024): Víctor Hugo Vega Hernández
- (2024-2027): Víctor Mendoza Navarro